# مونتيروني دي لتشه
مونتيروني دي لتشه (بالإيطالية: Monteroni di Lecce)‏ هي بلدية في مقاطعة لتشه في إقليم بوليا الإيطالي.

## السكان
في سنة 1861 بلغ عدد السكان 3٬017 نسمة، وتطور العدد ليصل في سنة 2011 لـ 13٬881 نسمة.
يظهر هذا المخطط البياني تطور النمو السكاني لـ مونتيروني دي لتشه

## توأمة
لمونتيروني دي لتشه اتفاقيات توأمة مع كل من:
- Lengnau, Bern [الإنجليزية]‏
- فارا فيليورم بيتري